# 赵括 (春秋)
赵括（？—前583年），嬴姓，赵氏，名括，因被封在屏，以邑为氏，别为屏氏，又被称为屏括、屏季，是赵衰的儿子，赵盾、赵同的弟弟，赵婴齐的哥哥，母为晉文公愛女赵姬。晋景公时，赵括为新中军佐。

## 庶嫡转换
赵括是赵衰与赵姬所生的儿子。赵盾被接回晋国后，赵姬认为赵盾有才，请求让赵盾作为嫡子，而自己所生的三个儿子都居于赵盾之下。
前607年，刚即位的晋成公把官职和田地授予卿的嫡长子，让他们做公族大夫，让卿的其他嫡子担任余子这个官，让卿的庶子担任公行这个官。赵盾请求让赵括担任公族大夫，说：“他是君姬氏的爱子。如果没有君姬氏，那么下臣就是狄人了。”晋成公答应了。冬季，赵盾担任余子这个官掌管旄车之族，让赵括统帅赵氏旧族，做公族大夫。

## 邲之战
前597年，楚庄王率军围困郑国，晋军救郑，赵括担任中军大夫。到达黄河后，传来了郑国已与楚国讲和的消息，中军将荀林父打算回去，上军将士会支持他的意见，中军佐先縠执意出战，带领自己所属的军队渡过黄河，晋军不得不全军渡河。
晋军过河后，内部意见依然不一，先縠坚持一战，下军佐栾书据理力陈不可出战。赵括、赵同说：“领兵而来，就是为了寻找敌人，战胜敌人，得到属国，还在等待什么呢？一定要听从先縠的话。”下军大夫荀首认为赵同和赵括的主意是自取祸乱之道。
楚国的少宰到晋军中去，说：“我国的君主年轻时就遭到忧患，不善于辞令。听到两位先君成王和穆王来往于这条道路上，就是打算教导和安定郑国，岂敢得罪晋国？诸位不要待得太久了。”士会说：“以前周平王命令我们的先君晋文侯说：‘和郑国共同辅佐周王室，不要废弃天子的命令。’现在郑国不遵循天子的命令，我国的君主派下臣们质问郑国，岂敢劳动楚国官吏来迎送？恭敬地拜谢君王的命令。”先縠认为这是奉承楚国，派赵括跟上去更正说：“我们临时行人的说法不恰当。我国的君主要求臣下们把楚国赶出郑国，说：『不要躲避敌人。』臣下们没有地方可以逃避命令。”
六月，晋军和楚军在邲作战，晋军大败。

## 晋升
前588年六月十七日，赵括参与晋齐鞌之战，次年十二月二十六日，晋国为奖赏有功人士，扩编为六军，赵括为卿，任新中军佐。

## 逐弟
前586年，因为赵婴齐与侄媳赵庄姬私通，赵同、赵括将他放逐到齐国。赵婴齐说：“有我在，所以栾氏不敢作乱。我逃亡，两位兄长恐怕就有忧患了。人们各有所能，各有所不能，赦免我又有什么坏处？”赵同、赵括不听。

## 救郑
前585年，因为郑国的背叛，楚国令尹子重率兵讨伐，晋国的中军将栾书救援郑国，与楚军在绕角相遇。楚军退回国内，晋军就侵袭蔡国。楚国的公子申、公子成以申、息两地的军队救援蔡国，在桑隧抵御晋军。赵同和赵括想要出战，就向栾书请战，栾书打算答应，荀首、士燮、韩厥三人反对出战，栾书采纳了他们的意见，班师回军。

## 被杀
前583年，赵庄姬因为赵婴齐逃亡的缘故，向晋景公诬陷说：“赵同、赵括将要作乱。栾氏、郤氏可以作证。”六月，晋国讨伐赵氏，引发下宫之难，赵同，赵括被杀，赵氏的土田被赐予祁奚，韩厥向晋景公劝谏不可以让赵衰和赵盾没有继承人，晋国便以赵朔的儿子赵武继承赵氏，归还了赵氏的土田。

## 家庭
- 趙衰（父親）
- 趙姬（母親，晉文公之女）
- 趙同（同母兄長）
- 趙嬰齊（同母弟弟）
- 趙盾（异母兄長）

## 其他
据《史记·赵世家》的记载，赵括死于前597年屠岸贾发动的下宫之难。但《史记》的相关记载历代多被诘疑，现代杨秋梅《赵氏孤儿本事考》及郝良真、孙继民的《赵氏孤儿考辩》均认为《史记》记载纯属虚构。